# Invasione dell'Hannover (1757)
L'invasione dell'Hannover ebbe luogo nel 1757 nel corso della guerra dei sette anni quando l'esercito francese al comando di Louis Charles César Le Tellier, duca d'Estrées avanzò nell'Elettorato di Hannover e negli stati tedeschi confinanti dopo la battaglia di Hastenbeck. Le forze francesi riuscirono a sconfiggere l'armata d'osservazione che era preposta alla difesa dell'elettorato, da Stade al Mare del Nord. Alla Convenzione di Klosterzeven il principe Guglielmo, duca di Cumberland si accordò per sciogliere il proprio esercito in cambio della rinuncia della Francia ad occupare l'elettorato.
In seguito, su pressione dei ministri inglesi, re Giorgio II rinunciò alla Convenzione e le truppe tedesche tornarono ad avere valore attivo nelle operazioni. Dalla primavera del 1758, sotto un nuovo comandante delle forze alleate, la Francia venne espulsa dall'Elettorato e riportata al di là del fiume Reno.

## Sfondo storico
A seguito dello scoppio dei primi combattimenti tra Francia e Gran Bretagna in America del Nord nel 1754, la leadership francese vide che la mancanza di popolazione, truppe e risorse disponibili nel Canada francese lo avrebbero destinato a cadere nelle mani degli inglesi se la guerra si fosse prolungata, e decisero di provare in Europa a conquistare un territorio da porre eventualmente sul tavolo dei negoziati per il Canada.
Dal 1714 Gran Bretagna ed Elettorato di Hannover avevano il medesimo monarca. Giorgio II era reggente di entrambi gli stati - ed i francesi credevano di poter fare pressione sul fatto che fosse inconcepibile che un re inglese regnasse anche sull'Hannover. In risposta la Gran Bretagna inizialmente pianificò di pagare 50 000 soldati russi per difendere l'Hannover ma successivamente alterò i piani creando un'alleanza con la Prussia formando l'armata d'osservazione composto da truppe provenienti da Hannover, Brunswick e Assia, tutti pagati dal governo inglese. Un gran numero di ufficiali inglesi, come ad esempio Jeffrey Amherst e Guy Carleton, ottennero ruoli di comando in questa forza. Essa venne posta sotto il comando generale di Guglielmo, duca di Cumberland, figlio secondogenito di Giorgio II. Il nome di Armata d'Osservazione esprimeva proprio il ruolo unicamente difensivo e osservativo che le truppe esercitavano sull'area, non cercando il conflitto diretto con la Francia. All'inizio del 1756, quando un'invasione francese in Gran Bretagna sembrava ormai imminente, molte truppe dell'Hannover e dell'Assia vennero imbarcate alla volta dell'Inghilterra meridionale in difesa. Quando l'invasione dell'Hannover ebbe inizio, le truppe vennero spostate nuovamente in Germania.
La prospettiva di un combattimento nella Germania occidentale coincideva con la disputa tra Austria e Prussia, che erano in guerra dal 1756. Dopo il primo trattato di Versailles, Austria e Francia avevano dato vita all'alleanza franco-austriaca e cercarono di sconfiggere i rispettivi alleati tedeschi nel 1757. Il primo intento della Francia era quello dunque di conquistare l'Hannover e quindi di attaccare la Prussia, mentre l'Austria avrebbe agito da sud. Per questo scopo la Francia costituì una grande forza conosciuta come Armata di Vestfalia al comando del duca d'Estrées.

## L'invasione

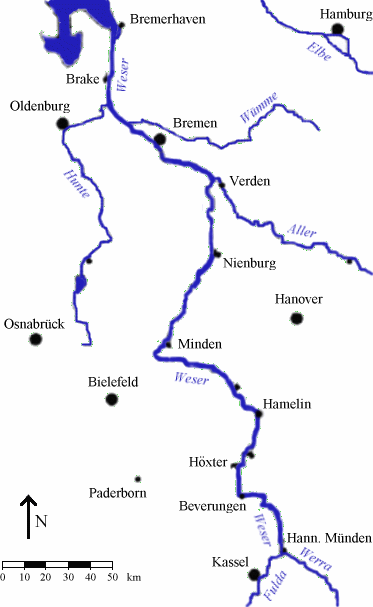
Il fiume Weser e la fortezza di Hamelin, Minden, Nienburg e Brema a formare una linea naturale di difesa.

All'inizio di giugno del 1757, l'esercito francese iniziò ad avanzare verso l'Hannover una volta che divenne chiaro che non era possibile un accordo di negoziato. La prima schermaglia tra le due forze ebbe luogo il 3 maggio. Parte dell'esercito francese venne ritardato dall'assedio di Geldern che impiegò tre mesi per essere presa alla guarnigione prussiana di 800 uomini. Il peso dell'esercito francese che avanzava lungo il Reno venne rallentato dalle difficoltà logistiche di spostare un'armata di circa 100 000 uomini.
Di fronte all'avanzata, il più piccolo esercito tedesco si ritirò verso il fiume Weser nel territorio dell'Elettorato di Hannover stesso, mentre il duca di Cumberland iniziò a preparare le sue truppe. Il 2 luglio, il porto prussiano di Emden cadde in mano francese prima che uno squadrone della Royal Navy venisse inviato a riprenderlo. Quest'ultimo fatto divise l'Hannover dalla Repubblica delle Sette Province Unite il che significava che le provviste dalla Gran Bretagna potevano pervenire ora solo via mare. I francesi proseguirono assediando Kassel ed assicurandosi il fianco destro.

### Battaglia di Hastenbeck
Dalla fine di luglio, il duca di Cumberland credeva che il suo esercito fosse pronto per la battaglia ed adottò una posizione difensiva attorno al villaggio di Hastenbeck. I francesi vinsero una battaglia ed il duca di Cumberland ritirò le sue forze ormai abbattute e disgregate. Malgrado la sua vittoria, il duca d'Estrées venne poco dopo rimpiazzato come comandante dell'esercito francese dal duca di Richelieu, che recentemente si era distinto sbarcando delle forze francesi che catturarono Minorca. Gli ordini di Richelieu perseguirono l'originale strategia di prendere il controllo totale dell'Hannover, e di rivolgersi poi ad ovest per portare assistenza agli austriaci nel loro attacco alla Prussia.

### Occupazione dell'Hannover
Le forze del duca di Cumberland continuarono a ritirarsi verso nord. I francesi vennero rallentati da altri problemi di rifornimento, ma continuarono a seguire il ritiro dell'Armata d'Osservazione. Nel tentativo di causare un diversivo e dare un po' di tranquillità al duca di Cumberland, gli inglesi pianificarono una spedizione per razziare il villaggio francese di Rochefort - sperando che questo avrebbe spinto i francesi a ritirarsi dalla Germania per proteggere la costa francese da ulteriori attacchi. Al comando di Richelieu i francesi continuarono ad ogni modo la loro marcia, prendendo Minden e poi catturando la città di Hannover l'11 agosto.

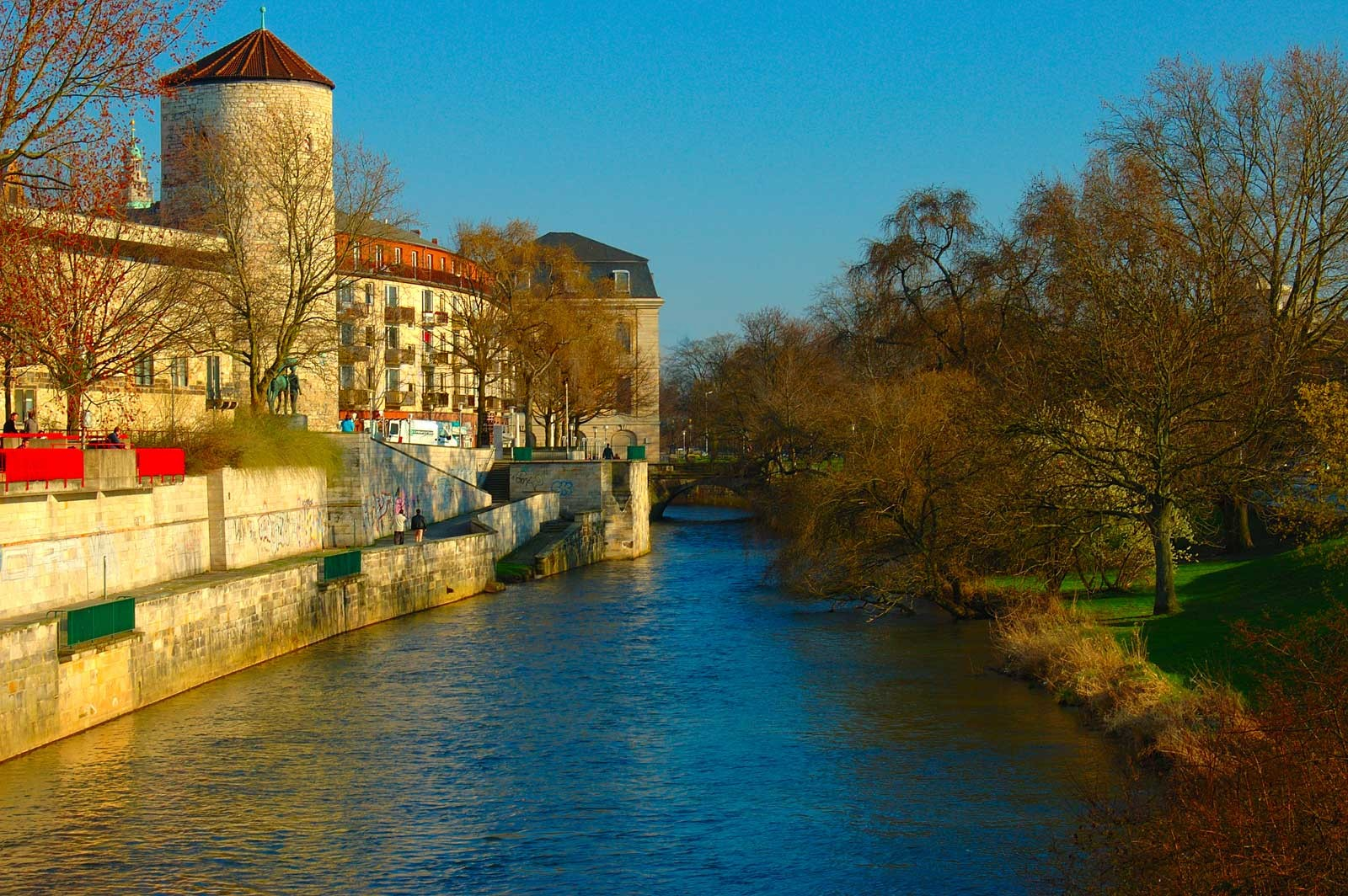
La città di Hannover, capitale dell'Elettorato, venne occupata dalle forze francesi nell'agosto del 1757.

 Richelieu inviò una forza ad occupare Braunschweig. Federico il Grande decise di ritirare il contingente prussiano dall'esercito del duca di Cumberland, indebolendo così ulteriormente l'Armata d'Osservazione.
Il governo dell'Hannover si ritirò col duca di Cumberland attraverso Verden verso Stade, capitale del principato di Brema-Verden e città portuale connessa col mare del Nord dal fiume Elba. Sebbene ben fortificata e accessibile dal mare, il duca di Cumberland era sicuro che la situazione della sua armata fosse quanto mai precaria. La proposta di convogliare a Stade un gran numero di uomini di rinforzo provenienti dalla Gran Bretagna venne rifiutata, ed una spedizione britannica venne inviata come previsto a Rochefort, concludendosi con un nulla di fatto. Vennero inviati degli ordini al capitano Hyde Parker affinché utilizzasse il suo squadrone della Royal Navy per mantenere aperta la strada dei rifornimenti attraverso l'Elba verso il duca di Cumberland sino a quando il ghiaccio non permettesse diversamente. L'impiego di questo squadrone lasciò credere a Richelieu che la posizione di Cumberland a Stade fosse sicura e che non potesse essere sconfitto per fame o per mancanza di rifornimenti. Il morale dell'esercito francese era ora collassato e molte truppe si trovavano immobilizzarte dalla malattia. Richelieu si aprì dunque ai negoziati - prospettiva che aveva rigettato il 21 agosto quando il duca di Cumberland gli aveva proposto un armistizio.

### La Convenzione di Klosterzeven
Federico V re di Danimarca era obbligato per trattato ad inviare truppe per difendere i ducati di Brema e Verden, entrambi governati in unione personale con la Gran Bretagna e l'Hannover, quindi da potenze straniere. Ansioso di preservare la neutralità del suo paese, Federico V tentò di favorire un accordo tra i due comandanti.
Il 10 settembre francesi e hannoveriani siglarono la Convenzione di Klosterzeven che assicurò l'immediata fine delle ostilità. I termini prevedevano condizioni pesanti: innanzitutto i contingenti originari del Brunswick e dell'Assia dovevano ritornare nelle loro terre d'origine. Metà delle forze hannoveriane dovevano essere internate a Stade, mentre la parte restante doveva ritirarsi attraversando il fiume Elba. Gran parte dell'Hannover sarebbe rimasto sotto l'occupazione francese, ad eccezione di aree demilitarizzate. I francesi avrebbero evacuato il ducato di Brema, costringendo dunque gli inglesi a ritirarsi verso il fiume Weser. Molti punti erano però lasciati oscuri e questo aveva portato al sorgere di controversie. Dopo la convenzione, l'Armata d'Osservazione venne sciolta, anche se non venne chiesta loro la consegna delle armi anche se alcuni soldati dell'Assia vennero forzosamente disarmati dalle truppe francesi, in apparente violazione di queste condizioni.
La Convenzione venne immediatamente attaccata in Gran Bretagna, e malgrado si fosse data al duca di Cumberland l'autorizzazione a negoziare, Giorgio II richiese il rientro a Londra del figlio nell'ottobre di quello stesso anno, imponendogli di ritirarsi da tutti i suoi incarichi militari. Richelieu incontrò dal canto suo uno strenuo criticismo da Parigi dove i termini vennero sentiti come troppo favorevoli al nemico. La decisione ad ogni modo era stata motivata dal comandante francese dalla non volontà di scontrarsi con l'esercito prussiano, preferendo invece muovere le proprie forze a prendere Halberstadt.
Il governo britannico, vedendo che tale atto inoltre contraddiceva la sua alleanza con la Prussia, minacciò di rifiutare l'accordo preso, appoggiato dal fatto che sia Giorgio II che diversi ministri dell'Hannover erano intenzionati a riprendere la guerra. L'8 ottobre Giorgio II revocò gli accordi presi dal figlio aggrappandosi alle azioni di interferenza compiute dai francesi sugli assiani di ritorno a casa. Dal momento che anche i francesi non erano soddisfatti dell'accordo raggiunto, anch'essi si prepararono al ritorno in guerra.
Diretti dagli inglesi, gli hannoveriani iniziarono a riformare l'Armata d'Osservazione e scelsero Ferdinando di Brunswick-Wolfenbüttel, comandante prussiano e cognato di Federico il Grande, come nuovo comandante. Gli inglesi questa volta però si accordarono per un pagamento specifico alle truppe dell'Hannover così come ad altri contingenti e questo creò dei problemi alla politica di William Pitt, il quale precedentemente si era opposto al supporto della guerra continentale da parte della Gran Bretagna. Ad ogni modo, egli insistette perché non venisse inviato alcun contingente britannico nell'esercito del duca di Brunswick.

## Il contrattacco degli alleati

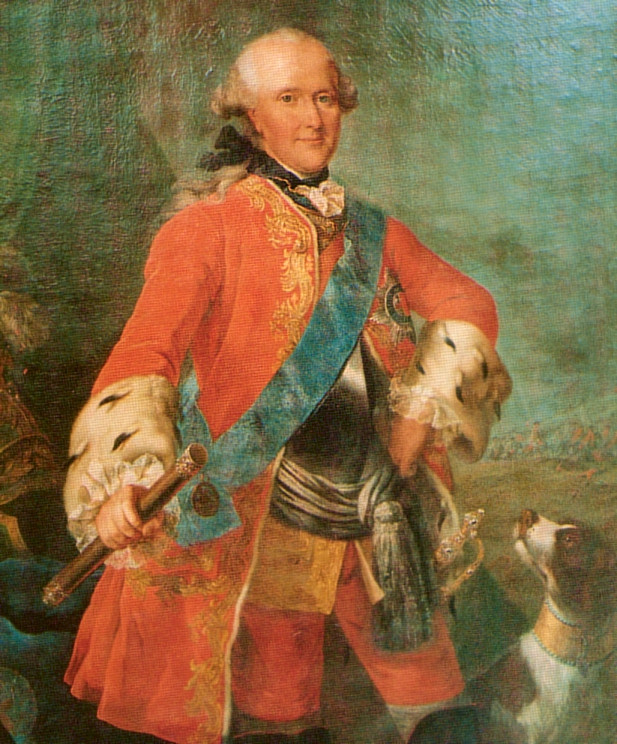
Ferdinando di Brunswick-Wolfenbüttel che sul finire del 1757 ottenne il comando della riformata Armata d'Osservazione e riuscì a spingere i francesi al di là del Reno, liberando l'Hannover.

Ferdinando immediatamente iniziò a riformare le forze al proprio comando, e cercò di instillare un nuovo spirito nelle truppe hannoveriane. Egli venne aiutato dal fatto che le truppe francesi avevano commesso vari atti di una brutalità tale che la popolazione civile si era rivoltata contro gli occupanti.
A seguito della vittoria di Federico II di Prussia sui francesi a Roßbach, Ferdinando lanciò la sua campagna militare invernale - una strategia inusuale per l'epoca - contro gli invasori francesi. La condizione delle forze francesi si era deteriorata a questo punto e Richelieu aveva iniziato a ritirarsi per futuri scontri. Poco dopo egli diede le dimissioni dal suo incarico e venne rimpiazzato da Luigi di Borbone-Condé, il quale scrisse a Luigi XV di Francia descrivendo le condizioni misere dell'esercito, che definì pieno di uomini feriti e demoralizzati. Richelieu venne accusato anche di manovre militari poco appropriate come aver rubato la paga dei suoi soldati.
Il contrattacco di Ferdinando vide le forze alleate riconquistare il porto di Emden e spingere i francesi verso il fiume Reno e pertanto in quella stessa primavera, l'Hannover venne liberato. Malgrado i francesi fossero stati vicini al loro obbiettivo di una vittoria totale in Europa sul finire del 1757 e l'inizio del 1758, da quell'ultima fase gli inglesi iniziarono ad avere la meglio.

## Conseguenze
Malgrado la situazione del 1758, la ripresa dell'Hannover continuava ad essere l'obbiettivo focale della strategia francese. Questo divenne prioritario in particolar modo dopo la caduta di Quebec nel 1759. I francesi investirono molte forze nel tentativo di sconfiggere l'esercito di Ferdinando e rioccupare il territorio dell'Hannover, tentativo che comunque non riuscì loro. Dopo la sconfitta definitiva della Francia nella Battaglia di Wilhelmsthal nel 1762, venne siglato un armistizio e dopo il Trattato di Parigi la Francia venne costretta ad evacuare le proprie forze dalla Germania e dai Paesi Bassi austriaci.
Nella successiva Guerra d'indipendenza americana, la Francia siglò una convenzione di neutralità con l'Hannover, evitando così ulteriori attacchi francesi sul suolo hannoveriano. Quest'ultimo passaggio sarà un'ulteriore umiliazione per il governo francese che non solo dovette riconoscere di aver sbagliato ad attaccare l'Hannover nel 1757 ma permise invece agli inglesi di sentirsi liberi di attaccare le colonie francesi nelle Indie Occidentali, nel Canada, in Africa ed in India.